# Arthur Troutt
Arthur Troutt – jamajski bokser, brązowy medalista igrzysk Ameryki Środkowej i Karaibów w San Juan z roku 1966.

## Kariera
W 1966 roku Troutt zajął trzecie miejsce w kategorii średniej na igrzyskach Ameryki Środkowej i Karaibów, które rozgrywane były w San Juan. W półfinale rywalem Jamajczyka był Portorykańczyk Mario Mojica, który wygrał na punkty. Po przegranej w półfinale, Troutt zwyciężył w walce o trzecie miejsce, zdobywając brązowy medal. W sierpniu tego samego roku zdobył srebrny medal podczas igrzysk Imperium Brytyjskiego i Wspólnoty Brytyjskiej. W finale przegrał z reprezentantem Ghany Joe Darkeyem.